# 終着駅 (奥村チヨの曲)
「終着駅」（しゅうちゃくえき）は、1971年12月25日に発売された奥村チヨのシングル。1995年7月5日には、「終着駅 '95」として、新録バージョンのシングルが発売された。

## 収録曲

### 1971年版
1. 終着駅 [3:15]
作詞：千家和也／作曲：浜圭介／編曲：横内章次
2. 気ままぐらしの女 [2:34]
作詞：阿久悠／作曲・編曲：筒美京平

### 1995年版
1. 終着駅 '95 [4:29]
作詞：千家和也／作曲：浜圭介／編曲：千住明
2. 恋泥棒 '95 [3:25]
作詞：なかにし礼／作曲：鈴木邦彦／編曲：奥居史生

## 主なカバー
- 石川さゆり - アルバム『あいあい傘』収録（1976年）
- 中森明菜 - アルバム『歌姫』収録（1994年）
- 石原詢子 - DVD『劇団シニアグラフィティ旗揚げ公演 昭和歌謡シアター 終着駅』収録（2006年）
- 桑田佳祐 - DVD『昭和八十三年度! ひとり紅白歌合戦』収録（2009年）

## 関連作品
- 劇団シニアグラフィティ旗揚げ公演 昭和歌謡シアター 終着駅 - 同曲をテーマにした舞台公演（2006年）